# Comités Sindicalistas Revolucionarios
Los Comités Sindicalistas Revolucionarios (CSR) fueron unas organizaciones creadas en 1922 dentro de la central sindical española Confederación Nacional del Trabajo (CNT) para aglutinar a los simpatizantes comunistas dentro del sindicato. Su principal impulsor fue Joaquín Maurín y tenían como finalidad promover el marxismo-leninismo dentro de la CNT, contrarrestando el predominio anarcosindicalista. Como órgano de expresión de sus ideas, publicaron en Barcelona la revista La Batalla. Durante 1923 se fueron aproximando al Partido Comunista de España (PCE), en el que se acabaron integrando en octubre de 1924. Dentro de este partido, los integrantes en Cataluña de los CSR —que siguieron existiendo hasta 1926— dominaron la nueva Federación Comunista Catalano-Balear, caracterizada por mantener constantes diferencias con la dirección del PCE.

## Antecedentes

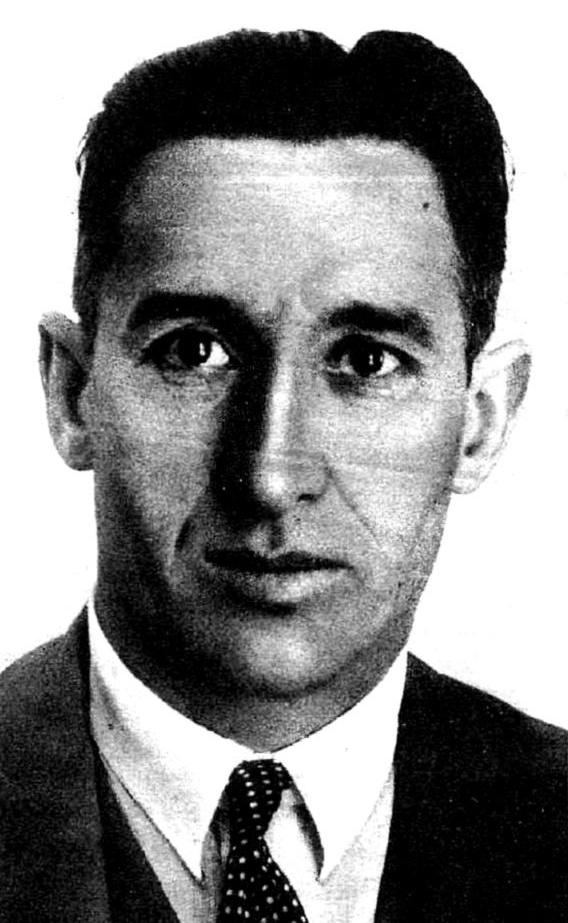
El informe de Ángel Pestaña sobre Rusia no fue favorable a la integración de CNT en la Internacional Comunista

### La atracción de la Revolución rusa en la CNT
La Revolución rusa llamó la atención en Cataluña desde sus inicios. La primera adhesión a la Internacional Comunista (IC o Comintern) fue del Partit Republicà Català de Francesc Layret y Lluis Companys en 1919. Sin embargo, en esta región, el predominio revolucionario lo tenía el sindicato anarcosindicalista Confederación Nacional del Trabajo (CNT), que en su segundo congreso, celebrado en Madrid en diciembre del mismo año, también se adhirió provisionalmente a la Internacional a propuesta de Hilari Arlandis. Joaquín Maurín y Pere Bonet lideraron el sector del sindicato que en Cataluña era partidario de que la incorporación fuera definitiva y que se expresaba a través de Lucha Social, publicado en Lérida, donde más fuertes eran las tendencias sindicalistas revolucionarias dentro de la CNT de Cataluña. A los partidarios de esta postura se les llamó «sovietistas», si bien ellos se denominaban a sí mismos «sindicalistas revolucionarios». Además de Lérida, había también miembros de esta corriente en Valencia y Asturias. Pese a sus simpatías por la Revolución rusa, mantenían ciertas discrepancias con los bolcheviques; por ejemplo, creían que los soviets eran la herramienta adecuada para llegar al poder, pero no para gestionar la economía, labor que atribuían a los sindicatos.
La influencia de los sindicalistas revolucionarios aumentó en la CNT en la primavera de 1921, cuando dos líderes de esta corriente, Maurín y Andreu Nin, se incorporaron a órganos directivos relevantes de la Confederación. Nin fue elegido secretario del Comité Nacional y Maurín, entró en el Comité Regional de Cataluña. La suspensión del periódico de la CNT, Solidaridad Obrera hizo que Lucha Social tomase el papel de portavoz de la Confederación en Cataluña y se distribuyese por toda España. En 1921, Maurín, Nin, Arlandis y el asturiano Jesús Ibáñez, formaron la delegación de CNT que participó en el congreso fundacional de la Internacional Sindical Roja (ISR o Profintern) celebrado en Moscú, a la que luego fue añadido el anarquista francés Gaston Leval (también asistieron, como observadores, al III Congreso de la IC). Aunque mantuvieron importantes diferencias con la mayoría comunista, los delegados de CNT acabaron aceptando sus decisiones. Pese a las disensiones, las simpatías por el comunismo de Maurín se vieron reforzadas. La dura represión que sufrió el sindicato mientras tanto hizo que, a su vuelta, lo encontrara semidestruido y le resultara difícil hacer proselitismo. Además, a mediados de 1921 se comenzó a publicar en Madrid un semanario anarquista llamado Nueva Senda que realizó una intensa campaña contra la adhesión a la ISR. El 12 de octubre, delegados sindicalistas de diversos países formaron una nueva internacional sindical llamada Asociación Internacional de los Trabajadores (AIT), por lo que parecía que CNT iba a ser la única organización de su tendencia en quedar fuera. En enero de 1922, Nueva Senda divulgó el informe elaborado por Ángel Pestaña tras su viaje a Rusia y más tarde, Solidaridad Obrera, publicado por entonces en Valencia publicó otro informe de Leval igualmente hostil a la ISR. Lucha Social contraatacó publicando el informe de los cuatro delegados que la CNT había enviado a Moscú.

### La reacción de los anarquistas

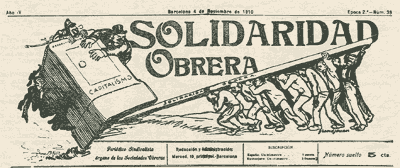
Solidaridad Obrera se enfrentó a los «sovietistas»

Nin decidió establecerse en Rusia y Maurín le reemplazó provisionalmente como secretario de CNT hasta que fue detenido en febrero de 1922. Por otra parte, la semiclandestinidad en que se desenvolvía CNT hacía difícil la toma de decisiones acerca de si refrendar o no la incorporación a la ISR. En agosto de 1921, un pleno nacional celebrado en Madrid reafirmó la independencia del sindicato frente a los partidos políticos, pero otro pleno celebrado en octubre en Lérida aprobó la gestión de los delegados enviados a Rusia. Mientras tanto, Maurín seguía defendiendo a través de Lucha Social sus tesis de que en CNT podían convivir las tres fuerzas revolucionarias que a su juicio existían en España: el anarquismo, el sindicalismo revolucionario y el comunismo. En abril de 1922, la publicación decía identificarse con la segunda de ellas, cuya principal doctrina era el principio de violencia colectiva expuesto por Georges Sorel. Por la misma época, Maurín explicaba que la Revolución se había salvado gracias «a cuatro grandes instrumentos»: el Ejército Rojo, la Checa, los soviets y el Partido Comunista. Reconocía que el gobierno recaía en este último a pesar de que en teoría residía en los soviets y que su organización no era democrática, pero lo justificaba porque siendo un «instrumento de guerra», su «disciplina férrea» era su mayor fuerza. No obstante, expresaba simpatías por la Oposición Obrera, cuyas tesis ya habían sido derrotadas por Lenin para entonces. Paralelamente, las relaciones del grupo con el comunismo eran a través de la ISR y las relaciones con los comunistas españoles no eran buenas.
La llegada al gobierno de Sánchez Guerra propició un clima menos represivo que permitió celebrar una Conferencia Nacional en Zaragoza del 11 al 14 de junio de 1922. Con Maurín detenido y Nin en Moscú, Arlandis fue el único de los delegados que pudo participar en ella. Pestaña presentó su negativa visión de lo que había visto en Rusia y Salvador Seguí consideró urgente retirarse de una organización que consideraba muy lejos de su ideario. Pestaña presentó un dictamen que proponía la separación de la ISR y de la IC, pero dejaba la ratificación a un referéndum a celebrar por los sindicatos afiliados. Solo dos delegados de Lérida se opusieron a la aprobación de la protesta. El referéndum nunca se llegó a celebrar y la Conferencia marcó la definitiva ruptura de la CNT con Moscú.

## Creación de los CSR

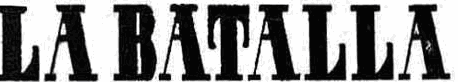
El grupo de Maurín se organizó en torno al periódico La Batalla

En minoría y marginados dentro de la CNT, el 21 de diciembre de 1922 los «sovietistas» decidieron comenzar a editar en Barcelona La Batalla como herramienta única de propaganda de sus ideas. Esta publicación reemplazaba a Lucha Social, que asfixiada económicamente había dejado de publicarse en noviembre, y a Acción Sindicalista, publicada en Valencia por Arlandis y afirmaba en su primer ejemplar que no era comunista ni anarquista sino sindicalista revolucionaria. El nuevo periódico tuvo una tirada inicial de 3000 ejemplares e intentaba unir los esfuerzos de los grupos que apoyaban el acercamiento de la CNT a la Internacional Comunista. Tres días después, la víspera de Navidad, crearon los Comités Sindicalistas Revolucionarios durante una conferencia celebrada en Bilbao con el objetivo de contrarrestar la influencia anarquista dentro de la CNT y conseguir su reingreso en la Comintern. Apoyaban la «acción directa» y la «violencia colectiva» y rechazaban, por lo tanto, tanto el reformismo como el terrorismo individual. En la formación de los comités influyó la estancia de Maurín en París camino del congreso de la IRS en 1921, donde pudo comprobar el trabajo de los sindicalistas franceses probolcheviques creando organismos de este tipo. Pero también influyeron las instrucciones en idéntico sentido que la IC dio al PCE para que buscara la aproximación de los anarcosindicalistas. De hecho, fue importante la participación de grupos vizcaínos y asturianos.
En esta época, sin embargo, los revolucionarios en su conjunto retrocedieron en España. La CNT había perdido mucha fuerza para 1923, y La Batalla criticaba la pasividad de los anarquistas como resultado de la represión y su dependencia de los grupos armados. Siguiendo la doctrina de la IC, llamaba a la constitución de un frente único y a la movilización de masas.
Para Maurín, la violencia era el concepto básico de la moral proletaria. Sostenía que, así como el cristianismo había subvertido los valores vitales del helenismo, la democracia había privado al proletariado de su valor combativo. Comparaba a la Segunda Internacional con una «Edad Media del socialismo», frente a la cual había reaccionado el sindicalismo revolucionario recuperando conceptos como el de lucha de clases y violencia colectiva. La democracia conllevaba «la moral de compasión y de blandura propia de los andrajosos del espíritu» mientras que el sindicalismo revolucionario representaba «una moral de epopeya».

### Aproximación al PCE
El grupo fue consolidándose y, durante 1923, cambiando su inicial postura hostil hacia los comunistas españoles, se fue aproximando al PCE. Maurín criticó el terrorismo y el romanticismo del anarquismo. Aunque el grupo todavía no formaba parte del partido, influyó en su II Congreso, celebrado el 8 de julio de 1923, en el que se alineó con la oposición a la dirección. En julio, Maurín y otros dirigentes de sindicatos adscritos a los CSR asistieron en Moscú al congreso de la ISR. Para entonces, los miembros de los CSR ya no se denominaban «sindicalistas revolucionarios» sino «sindicalistas comunistas». La llegada de la dictadura de Primo de Rivera iba a cambiar radicalmente la perspectiva de los CSR. La CNT fue disuelta y aquellos se encontraron sin el medio en el que actuar. Sin embargo, el Directorio militar intentó contemporizar con el PCE durante un tiempo, y no le molestó demasiado hasta diciembre de 1923. A finales de 1923, los CSR colaboraron con un sector moderado del anarcosindicalismo en la publicación del diario Lucha Obrera. Este defendía la libertad de tendencia dentro de CNT, se oponía al terrorismo anarquista y propugnaba el trabajo sindical dentro de la legalidad. No obstante, no llegó a defender la participación en los comités arbitrales establecidos por el régimen, como sí llegó a hacer Pestaña. El diario desapareció pronto a consecuencia de la victoria anarquista en la Conferencia regional de CNT celebrada en Granollers a finales de año.
En mayo de 1924 se publicó en La Batalla por primera vez una incuestionable declaración de apoyo al PCE. En julio, Maurín acudió al III Congreso de la ISR junto al dirigente del PCE Óscar Pérez Solís. Sin embargo, la CNT estaba siendo rápidamente desmantelada y su millón de afiliados de 1920 se había reducido a poco más de 50.000.

## Integración en el PCE

Los CSR se incorporaron al PCE en 1924

En julio de 1924, el Comité Ejecutivo de la Internacional Comunista decidió que había que acabar con «la existencia de dos organizaciones comunistas paralelas». Durante el verano, la agrupación comunista de Barcelona participaba en la redacción de La Batalla, pero persistían las diferencias y el comunista Juan Andrade todavía pensaba que el grupo de Maurín era «no totalmente comunista» y que debía continuar la labor formativa con él. La sección catalana del partido comunista tenía solo unos treinta militantes, la mayoría en Barcelona, y el grupo maurinista exigió encabezar la nueva organización territorial. En octubre de 1924 se acordó finalmente la integración constituyendo la Federación Comunista Catalano-Balear (FCCB). Así le proporcionaron al PCE una mayor implantación en Cataluña, de la que prácticamente carecía hasta ese momento. Para entonces, La Batalla había conseguido triplicar su tirada. No obstante, la nueva federación tenía solo en torno a cien militantes. y la situación política era muy adversa. La FCCB se caracterizó por sus constantes diferencias con la dirección del partido.
Los Comités siguieron existiendo formalmente al menos hasta 1926.

## Trascendencia
Los Comités Sindicalistas Revolucionarios no llegaron a tener nunca una fuerte implantación popular. Su importancia es retrospectiva a la vista de la evolución que luego siguió el movimiento comunista catalán al que dio lugar. Aunque se suele identificar con el grupo encabezado por Maurín debido a que este editaba su órgano de expresión, La Batalla, lo cierto es que en su creación participaron muy significativamente grupos comunistas de Vizcaya y Asturias, y que fue el apoyo del PCE el que los mantuvo. Solo una minoría de los ejemplares de La Batalla, editada en español, se vendía en Cataluña. No consiguieron tener éxito en incorporar al importante anarcosindicalismo español al PCE, pero sí consiguieron crear un sólido núcleo en torno a Maurín que se mantendría al frente del comunismo catalán durante años.